# Gaetano Vastola
Gaetano Vastola (Pompei, 10 maggio 1978) è un allenatore di calcio ed ex calciatore italiano, di ruolo difensore o centrocampista.

## Biografia
Nato a Pompei, è cresciuto a Poggiomarino, paese dell'hinterland vesuviano. 

### Carriera da calciatore
Dopo le prime esperienze con Scafatese, nel Giugliano e nella Narnese, è esploso nella Maceratese, che lo preleva dalla Serie D per farlo giocare nei professionisti.
Arriva a giocare in Serie A grazie ad un'altra squadra marchigiana, l'Ascoli, collezionando 17 presenze nella massima serie riuscendo a confezionare anche un assist, nella partita a Reggio Calabria, contro la Reggina. Nella stagione 2007-2008 si trasferisce, rimanendovi in forza per 2 anni, al Gallipoli. 
ll 14 luglio 2009 viene acquistato dal Lanciano, squadra con cui firma un contratto biennale. Anche se ha maggior parte della sua carriera come difensore o centrocampista più difensivo, ha un buon senso del gol, siccome è riuscito a siglare fino ad ora ben 23 gol tra i professionisti. Il 30 giugno 2013 scade il suo contratto e trova l'intesa con la società firmando un biennale fino al 30 giugno 2015, contratto che poi verrà esteso fino alla medesima data del 2016. Il 4 ottobre 2014 segna la sua prima tripletta in carriera, nella sfida del campionato di Serie B contro il Cittadella. 
Nel 2016, dopo il fallimento del Lanciano passa in Lega Pro al Racing Roma e l'anno seguente, dopo che il proprietario del Racing ha comperato il Fondi ne segue il trasferimento.
Svincolatosi dopo lo scioglimento della società laziale, resta inattivo fino a novembre del 2018, quando viene ingaggiato in Eccellenza Umbria dalla Narnese, club nel quale il calciatore aveva militato 21 anni prima. Dopo aver annunciato il ritiro nell'ottobre del 2019, torna sui suoi passi e nel dicembre dello stesso anno, viene nuovamente reintegrato nell'organico della squadra umbra.
Partito come terzino destro, si è sempre distinto per la sua gran corsa e il suo spirito di sacrificio con l'avanzare degli anni e stato spostato come centrocampista centrale dove svolgeva per lo più mansioni da regista grazie alla sua rapidità di pensiero e la capacità sempre di trovare il passaggio giusto ma dando comunque un gran contributo alla fase difensiva grazie alla sua aggressività unita comunque alla capacità di recuperare palloni senza commettere falli troppo spesso, inoltre si dimostrava un discreto finalizzatore grazie alla sua buona capacità negli inserimenti.

### Carriera da allenatore
A ottobre 2021 l'allenatore della Fidelis Andria Ciro Ginestra lo chiama come collaboratore tecnico all'interno del proprio staff. Vastola manterrà l'incarico per tutta la stagione 2021-2022. A luglio 2023 viene poi chiamato dalla società Oratorio San Giovanni Bosco di Terni che gli affida il doppio ruolo di allenatore e responsabile tecnico della scuola calcio.

## Statistiche

### Presenze e reti nei club
| Stagione         | Squadra          | Campionato       | Campionato | Campionato | Coppe nazionali | Coppe nazionali | Coppe nazionali | Coppe continentali | Coppe continentali | Coppe continentali | Altre coppe | Altre coppe | Altre coppe | Totale | Totale |
| Stagione         | Squadra          | Comp             | Pres       | Reti       | Comp            | Pres            | Reti            | Comp               | Pres               | Reti               | Comp        | Pres        | Reti        | Pres   | Reti   |
| ---------------- | ---------------- | ---------------- | ---------- | ---------- | --------------- | --------------- | --------------- | ------------------ | ------------------ | ------------------ | ----------- | ----------- | ----------- | ------ | ------ |
| 2001-2002        | Sant'Anastasia   | C1               | 21         | 0          | CI-C            | 0               | 0               | -                  | -                  | -                  | -           | -           | -           | 21     | 0      |
| 2002-2003        | Avellino         | C1               | 33         | 2          | CI-C            | -               | -               | -                  | -                  | -                  | SL-C1       | 1           | 0           | 34     | 2      |
| 2003-2004        | Avellino         | B                | 3          | 0          | CI              | 1               | 0               | -                  | -                  | -                  | -           | -           | -           | 4      | 0      |
| 2004-2005        | Avellino         | C1               | 20+2       | 1          | CI+CI-C         | 2+2             | 0               | -                  | -                  | -                  | -           | -           | -           | 26     | 1      |
| Totale Avellino  | Totale Avellino  | Totale Avellino  | 56+2       | 3          |                 | 5               | 0               |                    | -                  | -                  |             | 1           | 0           | 64     | 3      |
| 2005-2006        | Salernitana      | C1               | 29+1       | 5          | -               | -               | -               | -                  | -                  | -                  | -           | -           | -           | 30     | 5      |
| 2006-2007        | Ascoli           | A                | 17         | 0          | CI              | 0               | 0               | -                  | -                  | -                  | -           | -           | -           | 17     | 0      |
| 2007-2008        | Gallipoli        | C1               | 27         | 2          | CI-C            | 1               | 0               | -                  | -                  | -                  | -           | -           | -           | 28     | 2      |
| 2008-2009        | Gallipoli        | 1D               | 28         | 2          | CI+CI-LP        | 2+0             | 0               | -                  | -                  | -                  | SL-PD       | 2           | 0           | 32     | 2      |
| Totale Gallipoli | Totale Gallipoli | Totale Gallipoli | 55         | 4          |                 | 3               | 0               |                    | -                  | -                  |             | 2           | 0           | 60     | 4      |
| 2009-2010        | Lanciano         | 1D               | 26         | 1          | CI-LP           | 1               | 0               | -                  | -                  | -                  | -           | -           | -           | 27     | 1      |
| 2010-2011        | Lanciano         | 1D               | 23         | 0          | CI+CI-LP        | 1+0             | 1               | -                  | -                  | -                  | -           | -           | -           | 24     | 1      |
| 2011-2012        | Lanciano         | 1D               | 23+4       | 1          | CI+CI-LP        | 0+1             | 0               | -                  | -                  | -                  | -           | -           | -           | 28     | 1      |
| 2012-2013        | Lanciano         | B                | 30         | 5          | CI              | 0               | 0               | -                  | -                  | -                  | -           | -           | -           | 30     | 5      |
| 2013-2014        | Lanciano         | B                | 14         | 0          | CI              | 1               | 0               | -                  | -                  | -                  | -           | -           | -           | 15     | 0      |
| 2014-2015        | Lanciano         | B                | 35         | 5          | CI              | 2               | 0               | -                  | -                  | -                  | -           | -           | -           | 37     | 5      |
| 2015-2016        | Lanciano         | B                | 28+1       | 1          | CI              | 1               | 0               | -                  | -                  | -                  | -           | -           | -           | 30     | 1      |
| Totale Lanciano  | Totale Lanciano  | Totale Lanciano  | 179+5      | 13         |                 | 7               | 1               |                    | -                  | -                  |             | -           | -           | 191    | 14     |
| 2016-2017        | Racing Roma      | LP               | 37         | 2          | CI-LP           | 0               | 0               | -                  | -                  | -                  | -           | -           | -           | 37     | 2      |
| 2017-2018        | Racing Fondi     | C                | 32+2       | 1          | CI-C            | 2               | 0               | -                  | -                  | -                  | -           | -           | -           | 36     | 1      |
| Totale carriera  | Totale carriera  | Totale carriera  | 436        | 28         |                 | 17              | 1               |                    | -                  | -                  |             | 3           | 0           | 456    | 29     |

## Palmarès

### Club

#### Competizioni nazionali
- Serie C1: 2

Avellino: 2002-2003
Gallipoli: 2008-2009
- Supercoppa di Lega di Prima Divisione: 1

Gallipoli: 2009